# Echo Bay (Saskatchewan)
Echo Bay ist ein Resort Village in der kanadischen Provinz Saskatchewan. Es liegt nördlich vom Ressort Big Shell am Ostufer des Shell Lake zentral in der Census Division No. 16.
Die Ortschaft besitzt eine Fläche von 0,80 km² und liegt auf einer Höhe von 58 m (190 feet) über dem Meeresspiegel. Sie gehört zur Gemeinde Spiritwood No. 496.

## Demografie
Laut der Volkszählung von 2001 hatte Echo Bay 24 Einwohner. Bis zum Jahr 2006 stieg die Zahl um 220,8 % auf 77 Personen an. Zwischen 2006 und 2011 sank die Einwohnerzahl um 5,3 % auf 38. Nach der Zählung von 2016 wurden in Echo Bay etwa 40 Einwohner registriert.